# Клеј (Западна Вирџинија)
Клеј (енгл. Clay) град је у америчкој савезној држави Западна Вирџинија.

## Демографија
По попису из 2010. године број становника је 491, што је 102 (-17,2%) становника мање него 2000. године.
| Група             | 2000.       | 2010.       |
| Белци             | 585 (98,7%) | 480 (97,8%) |
| Афроамериканци    | 0 (0,0%)    | 0 (0,0%)    |
| Азијати           | 0 (0,0%)    | 0 (0,0%)    |
| Хиспаноамериканци | 1 (0,2%)    | 2 (0,4%)    |
| Укупно            | 593         | 491         |